# Leucinodella
Leucinodella là một chi bướm đêm thuộc họ Crambidae.

## Các loài
- Leucinodella banthaensis Ko et al., 2020[1]
- Leucinodella leucostola Strand, 1918[2]